# Zaldaiz
Zaldaiz (Zaldaitz en euskera y cooficialmente)[cita requerida] es un despoblado español del municipio de Lizoáin-Arriasgoiti, perteneciente a la Comunidad Foral de Navarra.

## Historia
Hacia mediados del siglo XIX, el lugar, por entonces perteneciente a Arriasgoiti, tenía contabilizada una población de diez habitantes. Aparece descrito en el decimosexto y último volumen del Diccionario geográfico-estadístico-histórico de España y sus posesiones de Ultramar de Pascual Madoz con las siguientes palabras:

ZALDAIZ: l. del ayunt. y valle de Arriasgoiti, en la prov. y c. g. de Navarra, part. jud. de Aoiz (4), aud. terr. y dióc. de Pamplona (5). sit. en la cima de un elevado monte; clima frio; reina el viento N., y se padecen inflamaciones y catarros. Tiene 2 casas: igl. parr. (San Juan Bautista) servida por un abad; cementerio contiguo á la misma, y para el surtido de la pobl. una fuente de aguas saludables. El térm. confina N. Errea; E. Urricelgui; S. Galduraz, y O. Belzunegui, y comprende dentro de su circunferencia dos montes poblados de robles, hayas, pinos, encinas y arbustos, y algunas canteras de piedra caliza. caminos: los locales: el correo se recibe de Urroz por balijero. prod.: trigo, avena y otros granos y legumbres; cria de ganado vacuno, mular y caballar; caza de perdices y liebres. pobl.: 2 vec., 10 almas. riqueza: con el valle. (V.).
(Madoz, 1850, p. 451)

En la actualidad, pertenece al municipio de Lizoáin-Arriasgoiti. En 2022, no tenía empadronado ningún habitante.